# Timur Bizhoyev
Timur Aslanovich Bizhoyev (en ruso: Тимур Асланович Бижоев; Nartkalá, 22 de marzo de 1996) es un deportista ruso que compite en lucha libre.
Ganó una medalla de bronce en el Campeonato Mundial de Lucha de 2021 y una medalla de bronce en el Campeonato Europeo de Lucha de 2019, ambas en la categoría de 74 kg.

## Palmarés internacional
| Campeonato Mundial | Campeonato Mundial | Campeonato Mundial | Campeonato Mundial |
| Año                | Lugar              | Medalla            | Categoría          |
| ------------------ | ------------------ | ------------------ | ------------------ |
| 2021               | Oslo (Noruega)     | Medalla de bronce  | 74 kg              |
| Campeonato Europeo |                    |                    |                    |
| Año                | Lugar              | Medalla            | Categoría          |
| 2019               | Bucarest (Rumania) | Medalla de bronce  | 74 kg              |